# Base (finanzas)
Se denomina Base o Base de cálculo a la convención que se pacta para calcular el número de días que han pasado para calcular el interés devengado en una operación financiera.
La base de cálculo es necesaria para evitar dudas respecto de los días pasados a computar para el cálculo de intereses. Por ejemplo, si se desea cancelar parte de una hipoteca en fecha 15 de marzo, respecto del mes anterior (febrero tiene 28 días en los años no bisiestos), ¿qué cálculo es el que se debe aplicar para obtener los intereses? ¿{\displaystyle i{15 \over 28}}? o ¿{\displaystyle i{15 \over 30}=i{1 \over 2}}, ya que se está a la mitad del mes? 
Para una operación financiera pactada a un plazo total N, el interés devengado CC es el que resulta de calcular 
{\displaystyle CC=i{n \over N}}
donde i es el tipo de interés y n es el número de días que han pasado desde el inicio de cálculo del pago de intereses.
Las convenciones más usadas en los mercados financieros son las siguientes: El numerador significa cómo se contarán los días del período devengado y el denominador significa cómo se contarán los días del período total de pago de intereses.
- Base 30/360 : Todos los meses se computan como si tuvieran 30 días y los años como si tuvieran 360 días.
- Base 30/365 : Todos los meses se computan como si tuvieran 30 días y los años como si tuvieran 365 días.
- Base ACT/360: Todos los meses se computan por los días reales que tienen y los años como si tuvieran 360 días.
- Base ACT/365: Todos los meses se computan por los días reales que tienen y los años como si tuvieran 365 días.
- Base ACT/ACT: Todos los meses se computan por los días reales que tienen y los años por los días reales que tienen.

Los períodos inferiores a un mes siempre se cuentan por los días reales de calendario que han pasado.

## Observaciones
Además de la base de cálculo hay convenciones que indican cómo considerar los días en el caso de que caigan en festivo y no se pueda realizar el pago. Se establecen entonces diferentes posibilidades a pactar:
- El siguiente día hábil sin modificar el cálculo de n
- El día hábil anterior sin modificar el cálculo de n
- El siguiente día hábil modificando n hasta el día hábil siguiente
- El día hábil anterior modificando n hasta el día hábil anterior

Igualmente para operaciones a largo plazo, se suele pactar el calendario de festivos que regirá la operación. Por ejemplo, El calendario de Madrid, Barcelona, TARGET (el del sistema financiero europeo), etc.

## Ejemplo
Si es 15 de junio de 2008 y se había pactado una operación desde el 15 de noviembre de 2007 al 15 de noviembre de 2008, el cálculo del coeficiente a aplicar sobre el tipo de interés por los días que faltan para terminar el año, seria:
- Base 30/360 = 210/360
- Base 30/365 = 210/365
- Base ACT/360= 213/360
- Base ACT/365= 213/365
- Base ACT/ACT= 213/366